# Impromptus op. 142
I quattro Impromptus op. 142 sono una serie di composizioni per pianoforte scritte da Franz Schubert nel 1827.

## Storia
In seguito alla delusione per non aver ottenuto dalla Società degli Amici della Musica la prima esecuzione della sua Sinfonia in Do maggiore perché ritenuta troppo lunga e difficoltosa, Schubert, all'inizio del 1827, si gettò a capofitto a scrivere nuove composizioni, realizzando un numero straordinario di opere nel suo ultimo anno di vita.
Scrisse il ciclo Winterreise di ventiquattro Lieder e, dopo aver composto i quattro Improvvisi dell'op. 90, realizzò una seconda serie di quattro brani nel dicembre 1827; il musicista aveva ideato le due serie come in sequenza, infatti sul manoscritto dell'op. 142 vi è segnata la numerazione a partire da cinque, numero evidentemente successivo al quarto improvviso dell'op. precedente.
Non ha molto credito pertanto l'ipotesi avanzata da Robert Schumann che riteneva i quattri Improvvisi come i quattro tempi di una sonata. Il compositore tedesco nella sua recensione del 1838 sulla Neue Zeitschrift für Musik, non dava inoltre molto valore al terzo brano, Andante, considerandolo una composizione piuttosto infantile, priva di invenzione e con poca fantasia, mentre riteneva gli altri tre pezzi degni di far parte di una vera sonata. Inizialmente i quattro brani furono pubblicati singolarmente per volere del musicista poiché egli riteneva in tal modo di poterli vendere più facilmente, così come risulta dalla corrispondenza con l'editore Schott del febbraio 1828. Nel 1839 Anton Diabelli a Vienna pubblicò l'intero ciclo come op. 142.

## Struttura e analisi
1. Allegro moderato (Fa minore)
2. Allegretto (La bemolle maggiore)
3. Andante (Si bemolle maggiore)
4. Allegro scherzando (Fa minore)

Incipit del primo Improvviso in Fa minore

Il primo Improvviso della serie, in Fa minore, è un Allegro moderato e potrebbe effettivamente essere il primo tempo di una Sonata; è di notevole ampiezza e il primo tema esposto raggruppa un diverso numero di motivi ricchi di ispirazione melodica. Il secondo tema però, contrariamente alla tradizionale sonata classica, non si presenta come contrapposto al primo, ma deriva direttamente da questo con la sua musicalità piacevole e accattivante; nella parte centrale le mirabili modulazioni conducono la narrazione musicale in un percorso trasognato. Nella parte finale, nelle conclusive dieci battute, è presente una riproposta del tema iniziale, quasi come una Coda che chiude la composizione.
L'Improvviso in La bemolle maggiore è un Allegretto di serena cantabilità, intimo e contemplativo, caratteristico di Schubert e del più autentico pianismo romantico. Affine a un Minuetto il brano presenta però un andamento di Sarabanda; vi si possono avvertire richiami all'Allegretto del Trio con pianoforte op. 70 n. 2 di Beethoven espressi con una melodia dai toni più nostalgici.
Il terzo brano è un Tema con variazioni in Si bemolle maggiore. Il tema, di grande cantabilità, era un motivo molto amato da Schubert che lo aveva già proposto sia nel Quartetto in La minore sia per le Musiche di scena di Rosamunde; la melodia viene ripresa nella prima variazione con un moderato virtuosismo e nella seconda con un tempo di Polonaise seppure nel tempo di 4/4. La terza variazione è la più riuscita e anche la più complessa, realizza infatti grandi sviluppi della melodia sugli accordi della parte bassa. La seguente variazione è cautamente brillante con passaggi alternati della linea melodica fra le due mani. La quinta e ultima variazione si presenta analoga alla seconda, integrata da numerosi abbellimenti e scorrevoli arpeggi che vanno a smorzarsi fino a riproporre il tema iniziale con un pianissimo finale.

Improvviso op. 142 n. 4

L'ultimo Improvviso, Allegro scherzando, è il brano tecnicamente più impegnativo della serie; è un Rondò molto vicino al carattere di un Capriccio per il suo vivace virtuosismo e per la parte ritmica che alterna un tempo in 3/8 a uno in 6/8; la parte centrale è la più ricca di movimento con veloci scale di cui una rapidissima, discendente su tutta la tastiera. L'aspetto brillante del brano è però sempre offuscato da un sottile velo di malinconia.